# 于瑁
瑁（1462年—？），字朝瑞，順天府霸州（今河北省霸州市）人，明朝政治人物。

## 生平
順天府鄉試第七十名舉人，弘治六年（1493年）癸丑科會試第二百四十六名，廷試三甲第七名進士，授禮科給事中，累陞刑科都給事，官終太僕寺少卿。

## 家族
曾祖于效賢；祖父于興；父于愷，義官。母陳氏。具庆下。弟璿、瑭。